# Art Jericho
Art Jericho es una galería de arte contemporáneo en Jericho, al noroeste de Oxford, Inglaterra.

## Historia
La galería de arte, que está dirigida por Jenny Blyth, participa cada año en el festival anual de Arte de Oxfordshire Artweeks y organiza exposiciones temporales de artistas con regularidad. Jenny Blyth tiene una gran experiencia en el arte contemporáneo. Fue conservadora en la Galería Saatchi entre 1990 y 2002. Más tarde dirigió una galería ambulatoria durante diez años, dando lugar a proyectos de gran originalidad, con exposiciones en Londres y Oxford.
También organiza conciertos y otras actividades culturales.

## Actividades
Algunas de sus actividades han tenido gran repercusión en los medios. En 2014 se presentó el trabajo fotográfico de Kim Shaw. En 2015 expuso en la galería la artista Amelia Phillips y en 2016 han presentado los trabajos de James Allan. Los conciertos son, además, un punto de encuentro artístico.